# Druhá invaze Marťanů
Druhá invaze Marťanů (1967, Второе нашествие марсиан) je vědeckofantastická povídka ruských sovětských spisovatelů bratrů Strugackých. Jde o jedno z jejich nejkontroverznějších děl, protože jde především o satiru, ve které se s lehkým humorem vykresluje psychologie lidské přizpůsobivosti. Samotní Marťané v povídce vůbec nevystupují. Název povídky odkazuje na dílo H. G. Wellse Válka světů a její podtitul Deník poctivě smýšlejícího občana (Записки здравомыслящего) k příběhu N. V. Gogola Bláznovy zápisky (Записки сумасшедшего).
Příběh je napsán ve formě deníku učitele astronomie v důchodu a zahrnuje dva týdny života poklidného provinčního města. Jména postav a některé místní názvy jsou záměrně abstraktní a převzaté z řecké mytologie, zřejmě ve snaze obejít případné problémy s cenzurou. 

## Obsah povídky
Hlavní postavou románu je postarší vdovec pan Apollón, který žije ve společné domácnosti se svou hospodyní Hermionou, dcerou Artemis a zetěm Charónem, redaktorem městských novin. Apollón zřejmě právě odešel do důchodu, protože jej ještě nepobírá. Jeho největší starostí je dostat důchod v nejvyšší kategorii, aby mohl rozšiřovat svou sbírku známek.
V té samé době se začnou dít podivné věci, něco jako zemětřesení nebo výbuchy bomb, a brzy se rozšíří zpráva, že Zemi napadli a ovládli Marťané. Ty sice nikdo na vlastní oči neviděl, ale stejně vypukla panika. Obavy obyvatel města byly však zcela praktické. Například Apollón se staral o svůj důchod a také o to, zda se pod vládou Marťanů budou vydávat známky a kolik budou stát. 
Brzy se ukáže, že vetřelci (ať už jsou to Marťané nebo ne) si z neznámých důvodů velmi cení žaludečních šťáv a jsou ochotni za ně dobře zaplatit. Získají tak dokonce tichou podporu obyvatel, protože ti jsou spokojení s novým příjmem. Obchod s drogami je potřen a místní mafie zatčena. Je tomu tak proto, že užívání drog zhoršuje kvalitu žaludeční šťávy.
Spokojeni jsou i zemědělci, protože nová vláda od nich vykoupila za cenu vyšší než obvykle celou úrodu a poskytla jim novou odrůdu obilí, která velmi rychle roste. Z tohoto obilí je sice možno vyrobit jen modrý chléb, na který si brzy všichni zvyknou a který je prý docela chutný.
Volání malé skupiny intelektuálů, jejímž členem je i Charón, po ozbrojeném odporu nikoho nezajímá. Lidé se tak postupně smiřují s tím, co nejsou schopni nebo ochotni změnit, a dokonce v nové situaci nacházejí i určité klady. Zabydlí se v ní a mnozí z ní i těží. Nakonec i Charón začíná proti Marťanům bojovat tzv. legálními prostředky a říká o nich, že to jsou vlastně demokraté.

## Česká vydání
- Druhá invaze Marťanů, vydáno v antologii Pozemšťané a mimozemšťané, Svoboda, Praha 1981, přeložil Oldřich Uličný.